# アミベグロン
アミベグロン(Amibegron)はサノフィ・アベンティスが開発した薬品で、β3アドレナリン受容体の選択的アゴニストである。これは経口としては初めての中枢神経系まで届くβ3アゴニストで、抗うつ薬や抗不安薬の効果を持つ。
2008年7月31日、サノフィ・アベンティスはアミベグロンの開発を断念することを決定したと発表した。